# Arditi (banda)
Arditi es un proyecto musical sueco paralelo de Henry Möller (Puissance y Leidungr) junto a Marten Björkman iniciado en el año 2001. 

## Biografía
Toma su nombre de los Arditi, las fuerzas especiales italianas de la Primera Guerra Mundial. Musicalmente optan por el marcial épico con toque neoclásicos en las atmósferas y arreglos de cuerda. 
Su primer EP data de 2002, habiendo publicado al menos otros dos y cuatro LP; aparte de colaborar con Toroidh en un split. Actualmente editan sus discos en el sello portugués Equilibrium Music.

## Contenido de las letras
Los propios Möller y Björkman sitúan su proyecto en la tradición del futurismo italiano y de su fundador Filippo Tommaso Marinetti; Allerseelen y Der Blutharsch se mencionan como influencias musicales tempranas. Los leitmotivs de la música de Arditi derivan de esta línea de tradición, de acuerdo con el Manifiesto Futurista: exaltación del peligro y la audacia, propagación del "realismo heroico" y creación tonal de una atmósfera bélica - en consecuencia, exaltación de la guerra como forma extrema de Arte.
En la portada del disco Omne Ensis Impera (en español: 'Domina todo con la espada') se encuentra el siguiente postulado:

"We sing the Praise of War. Not for the Way it makes People die, but for the Way it makes People come alive.".
—Arditi.

Para implementar esta reivindicación artística, las canciones de Arditi utilizan una gran cantidad de muestras históricas, como las de los noticiarios (Nicht mehr Schande; Der Angriff geht weiter; Sieg durch Zwecksetzung; Militant Fate) o transcripciones de discursos de líderes fascistas como Corneliu Zelea Codreanu (Legionaries) y Benito Mussolini (Sun of Predappio). En algunos casos, se utilizan grabaciones de discursos o extractos de obras escritas traducidas al inglés, incluidas las de Carl von Clausewitz (Military Virtue), Ioannis Metaxas (False Mask of Freedom), el político del BUF Arthur K. Chesterton (Profound Truths), Alfred Rosenberg (Religion of the Blood – de "El mito del siglo XX") y Adolf Hitler (Sons of God; Bless our Arms – ambos títulos contienen pasajes del Mein Kampf). Algunas canciones también usan muestras de documentales de televisión, como sobre la Leibstandarte SS Adolf Hitler (That Day of Infamy) o las unidades de voluntarios suecos en la Guerra de Invierno de Finlandia contra la Unión Soviética (Volunteers). Relativamente rara vez, los textos propios, en su mayoría de contenido culturalmente pesimista, se presentan en el estilo de palabra hablada (The Measures of Our Age, Ploughshares into Swords, The Sinking Ship, The Absolute Essence). La canción Marching on to Victory es una grabación alienada de la marcha prusiana Gloria.
Esta fijación de contenido en la guerra y los sistemas totalitarios, junto con una "imagen monumental y fría" constante de sus lanzamientos, crean una atmósfera propia de Arditi, que se percibe como inmensamente amenazante y ominosa, en la que la música ambivalente deja a elección del oyente si entenderla como una glorificación de la guerra o como una implementación amonestadora de los grandes conflictos del siglo XX: "Se nota: Hay una poderosa fascinación por el lado oscuro de la historia, especialmente la guerra."

## Colaboraciones
Hay estrechos contactos con el músico industrial sueco Henrik "Nordvargr" Björkk, muy conocido dentro de la escena. Nordvargr no solo desempeñó un papel importante en el álbum de 2008 Omne Ensis Impera, sino que también contribuyó al álbum dividido de 2004 United in Blood con su proyecto Toroidh.
Otra colaboración musical fue con la conocida banda sueca de black metal Marduk: La melodía de la canción Deathmarch del álbum de Marduk Plague Angel proviene de Arditi, quien relanzó el título como una versión instrumental sin la pista vocal del cantante de Marduk Mortuus en su álbum Standards of Triumph. La música del título 1651 del álbum de Marduk Rom 5:12 también proviene de Arditi, así como Warschau III: Necropolis de la edición limitada del álbum Frontschwein de 2015.
También han colaborado con la banda francesa de black metal Baise Ma Hache en el tema Aux modernes del álbum F.E.R.T.

## Miembros
- Henry Möller
- Marten Björkman

## Discografía
| Año  | Título                 | Discográfica        | Formato  |
| ---- | ---------------------- | ------------------- | -------- |
| 2002 | Unity of Blood         |                     | Sencillo |
| 2002 | Unity of Blood         |                     | EP       |
| 2003 | Marching on to Victory |                     | LP       |
| 2003 | Jedem das Seine        |                     | EP       |
| 2004 | United in Blood        |                     | split    |
| 2005 | Promotape ´05          |                     | demo     |
| 2005 | Spirit of Sacrifice    |                     | LP       |
| 2006 | Destiny of Iron        |                     | EP       |
| 2006 | Standards of Triumph   |                     | LP       |
| 2008 | Omne Ensis Impera      | Equilibrium Music - | LP       |

## Grupos relacionados
- Puissance

## Enlaces
- Sitio web oficial
- Arditi en Discogs
- Arditi en Spotify
- Arditi en MusicBrainz
- Arditi en Last.fm
- Arditi en Facebook

## Reseñas deOmne Ensis Impera
- Mentenebre
- muzike.org
- obszeno